# Résolution 232 du Conseil de sécurité des Nations unies
Membres permanents
- Chine (Taïwan)
- États-Unis
- France
- Royaume-Uni
- URSS

Membres non permanents
- Argentine
- Bulgarie
- Jordanie
- Japon
- Mali
- Pays-Bas
- Nigeria
- Nouvelle-Zélande
- Ouganda
- Uruguay

Résolution no 231 Résolution no 233
La résolution 232  est une résolution du Conseil de sécurité des Nations unies adoptée le 16 décembre 1966, dans sa 1340e séance, après avoir noté avec préoccupation que les efforts de rompre l'activité économique internationale avec la Rhodésie du Sud avaient échoué à apporter la fin de la rébellion.

## Effet
Le Conseil a décidé que tous les États membres devaient d'empêcher l'importation de l'amiante, du minerai de fer, du chrome, de la fonte, du sucre, du tabac, du cuivre, ou de produits animale qui étaient originaires de la Rhodésie du Sud.
En outre, les activités de l'un de leurs ressortissants visant à promouvoir l'exportation de ces denrées ou de l'importation d'armes, de munitions de tous types, d'avions militaires, des véhicules militaires et des équipements et matériaux pour la fabrication et l'entretien des armes et des munitions avec un embargo total du pétrole et produits pétroliers, seront également empêcher sauf exception pour les contrats accordés avant cette résolution.
Le Conseil a également réaffirmé les droits inaliénables du peuple de la Rhodésie du Sud à la liberté et à l'indépendance et a reconnu la légitimité de sa lutte.

## Vote
La résolution a été approuvée par 11 voix contre zéro.
La Bulgarie, la France, le Mali, l'URSS se sont abstenus de vote.

## Texte
- Résolution 232 Sur fr.wikisource.org
- Résolution 232 Sur en.wikisource.org

### Source bibliographique
- Les Grandes Résolutions du Conseil de sécurité des Nations-Unies, M. Albaret, E. Decaux, N. Lemay-Hébert, D. Placidi-Frot, édition Dalloz, 2012, commentaire n°7, pages 53 à 62.